# Törpe gömbhal
Az édesvízi törpe gömbhal (Carinotetraodon travancoricus) a gerinchúrosok (Chordata) törzsének a sugarasúszójú halak (Actinopterygii) osztályába, ezen belül a gömbhalalakúak (Tetraodontiformes) rendjébe és a gömbhalfélék (Tetraodontidae) családjába tartozó faj.

## Előfordulása
Ázsia, India (Kerala) lassú folyású, növényekkel sűrűn benőtt édesvizeiben találkozhatunk vele.

## Megjelenése

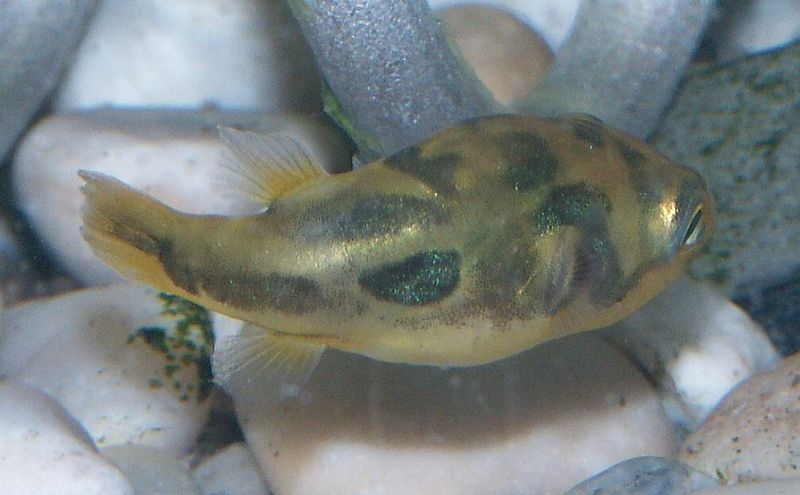
Egy törpe gömbhal hátulról

2,5–3 cm hosszú, a nemek megkülönböztetése ivarérett korban lehetséges. A kifejlett hímek hasán hosszában egy sötét vonal húzódik, valamint gyakran közvetlenül a szemük mögött, egymáshoz közeli vonalakból álló mintázat található, amelyek a szemránchoz hasonlítanak. A nőstények kissé testesebbek és valamivel nagyobbak is.

## Életmódja
Ragadozó, főként csigákkal táplálkozik. Ha veszélyt éreznek, képesek felfújni testüket, úgy, hogy vizet vagy levegőt szívnak a gyomrukba, ezzel megnehezítik, hogy a potenciális ragadozók lenyeljék őket. Amikor új akváriumba helyezzük őket, gyakran ferde farokkal úsznak körbe-körbe, ami a védekezés jele, amint hozzászoknak új környezetükhöz, farokúszójuk újra kiegyenesedik.

## Szaporodása
Ívás előtt a hím színezete és mintázata kissé felerősödik, valamint elkezd pózolni a nősténynek is. Az udvarlás során a hím erősen hajtja a nőstényt, és ha a nőstény nem hajlandó az ívásra, akkor gyakran meg is tépkedi az úszóit. Sikeres udvarlás esetén a hím a növények közé hajtja a nőstényt, ahol lerakják az ikrákat. A szinte teljesen átlátszó ikrák 1 mm átmérőjűek, és számuk elég alacsony, legtöbbször 10 db körül alakul. Az ikrák kb. 5 nap alatt kelnek ki, és az ivadékok további 2-3 nap múlva használják fel teljesen a szikzacskójukat. Akváriumi körülmények között a kishalaknak nagyon apró, élő eleségeket adhatunk.

## Tartása
Kedvelik a kissé keményebb vizet, a hőmérséklet-igényük viszonylag tág, 22-től 28 Celsius-fokig kiválóan tarthatók. Egy 40 literes akváriumban már tarthatunk 1 hímet 2-3 nősténnyel, de nagyobb akváriumban már nagyobb csapatban is tarthatjuk őket. A törpe gömbhalak az "okosabb" díszhalak közé tartoznak, gazdájukat is idővel felismerik az akváriumból. Mivel ilyen értelmesek, igénylik az ingergazdagabb környezetet, ezért akváriumukba mindenképpen ültessünk vízinövényeket, valamint rakjunk különböző természetes dekorációkat, például ágakat és köveket. Mivel erősen ragadozó természetű, a legtöbb díszhallal ellentétben a száraztápot nem fogadják el, helyette adhatunk nekik eleségként különböző kistestű csigákat, szúnyoglárvát, esetleg tubifexet, gilisztát, vagy más díszhalaknak szánt élő vagy fagyasztott eleségeket.

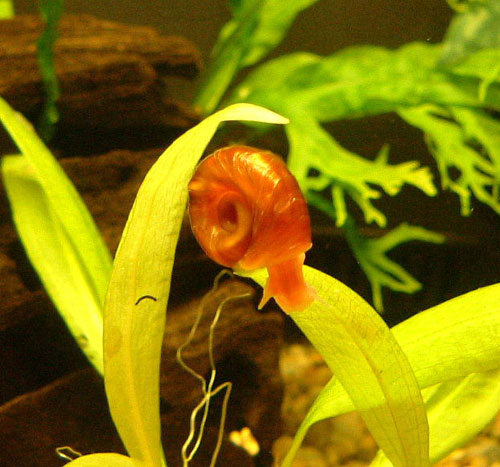
Akváriumi körülmények között gyakran postakürt csigával etetik őket